# 穆里 (瑞士)

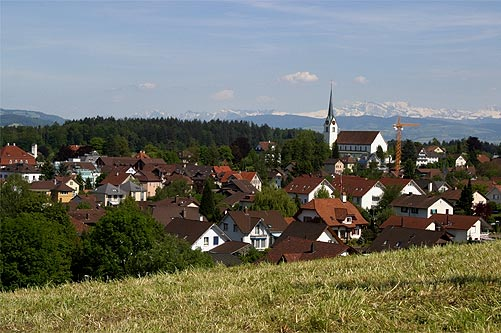

穆里（德語：Muri）是瑞士阿爾高州的一个市镇，位於該國北部，面積12.34平方公里，海拔高度460米，該地區自新石器時代有人類居住，2011年人口7,176，其中六成居民信奉羅馬天主教。